# Penisola Keller
La penisola Keller è una penisola che separa l'insenatura di Mackellar da quella di Martel nella baia dell'Ammiragliato dell'isola di re Giorgio (Isole Shetland Meridionali).

## Etimologia
Il nome Keller fu utilizzato durante la spedizione antartica francese guidata da Jean-Baptiste Charcot, che tracciò la mappa della baia dell'Ammiragliato nel dicembre 1909.

## Storia

### Stazione G
La penisola Keller fu la sede della stazione di ricerca britannica G. La prima capanna fu costruita il 18 gennaio 1947 e una seconda fu eretta il 14 febbraio 1948 e trasferita sull'isola di Signy nel 1950. Una capanna, conosciuta come Sparrow House, fu costruita il 28 gennaio 1949 e una terza fu edificata il 6 gennaio 1956. I ricercatori avevano compiti di ricerca nei campi della meteorologia, della glaciologia e della geologia. La stazione venne abitata nell'estate australe del 1947 e dal gennaio 1948 al 19 gennaio 1961. Gli edifici furono demoliti dal luglio 1995 al febbraio 1996 dai membri della spedizione antartica brasiliana della vicina stazione antartica comandante Ferraz.

### Incidente navale
Il primo incidente degno di nota dell'Explorer, una nave da crociera specializzata nel turismo antartico, avvenne quando si incagliò vicino a punta La Plaza, punta meridionale della penisola Keller, l'11 febbraio 1972; i suoi passeggeri, tra cui l'esploratore svedese Lars-Eric Lindblad, furono salvati dall'Armada de Chile. Fu rimorchiata a Buenos Aires (Argentina) e poi a Kristiansand (Norvegia) per le riparazioni.